# Marijan Kočevar
Marijan Kočevar, slovenski kemik in univerzitetni profesor, * 8. avgust 1949, Obrež.

## Življenjepis
Marijan Kočevar je leta 1974 diplomiral na ljubljanski fakulteti za naravoslovje in tehnologijo (FNT) ter prav tam 1982 tudi doktoriral. Leta 1974 se je zaposlil na FNT oziroma kasnejši Fakulteti za kemijo in kemijsko tehnologijo (FKKT), kjer je postal 1997 redni profesor.